# Aaron Gordon
Aaron Gordon (ur. 16 września 1995 w San Jose) – amerykański koszykarz, występujący na pozycji skrzydłowego, aktualnie zawodnik Denver Nuggets.
W 2013 wystąpił w meczu wschodzących gwiazd - Nike Hoop Summit oraz McDonald’s All-American. Zasłynął w NBA z zagrań nad obręczą. 
25 marca 2021 trafił w wyniku wymiany do Denver Nuggets. W 2024 roku podpisał 4-letnie przedłużenie z Nuggets o wartości 133 mln dolarów, z opcją gracza w sezonie 2028/2029. 

## Osiągnięcia
Stan na 21 czerwca 2023, na podstawie, o ile nie zaznaczono inaczej.
NCAA
- Uczestnik rozgrywek Elite Eight turnieju NCAA (2014)
- Mistrz sezonu regularnego konferencji Pac-12 (2014)
- Debiutant roku konferencji Pac-12 (2014)[7]
- Zaliczony do:
  - I składu:
    - Pac-12 (2014)
    - debiutantów Pac-12 (2014)
    - turnieju:
      - Pac-12 (2014)
      - NIT Season Tip-Off (2014)

  - III składu All-American (2014 przez TSN)

NBA
- Mistrz NBA (2023)[8]
- MVP letniej ligi NBA - 2015 Orlando Pro Summer League
- Finalista konkursu wsadów NBA (2016, 2020[9])
- Uczestnik konkursu wsadów NBA (2016, 2017, 2020)

Reprezentacja
- Mistrz:
  - świata U–19 (2013)
  - Ameryki U–16 (2011)
- MVP mistrzostw świata U–19 (2013)
- Zaliczony do:
  - I składu:
    - mistrzostw świata U–19 (2013)
    - turnieju Nike Global Challenge (2011)
- Sportowiec Roku - USA Basketball Male Athlete of the Year (2013)[10]